# Березняки (Роменський район)
Березняки́ —  село в Україні, у Роменському районі Сумської області. Населення становить 351 осіб. Входить до складу Недригайлівської селищної громади. До 2020 року орган місцевого самоврядування — Курманівська сільська рада.

## Населення

### Мова
Розподіл населення за рідною мовою за даними перепису 2001 року:
| Мова       | Кількість | Відсоток |
| ---------- | --------- | -------- |
| українська | 340       | 96.87%   |
| російська  | 11        | 3.13%    |
| Усього     | 351       | 100%     |

## Географія
Село Березняки знаходиться на лівому березі річки Сула, вище за течією на відстані 1 км розташований Недригайлів, нижче за течією на відстані 1 км розташоване село Курмани, на протилежному березі — село Костянтинів. Річка в цьому місці звивиста, утворює лимани, стариці і заболочені озера. Поруч проходить автомобільна дорога Н07.

## Історія
12 червня 2020 року, відповідно до розпорядження Кабінету Міністрів України № 723-р «Про визначення адміністративних центрів та затвердження територій територіальних громад Сумської області», село увійшло до складу Недригайлівської селищної громади.
19 липня 2020 року, в результаті адміністративно-територіальної реформи та ліквідації Недригайлівського району, село увійшло до складу новоутвореного  Роменського району.